# Belbello da Pavia

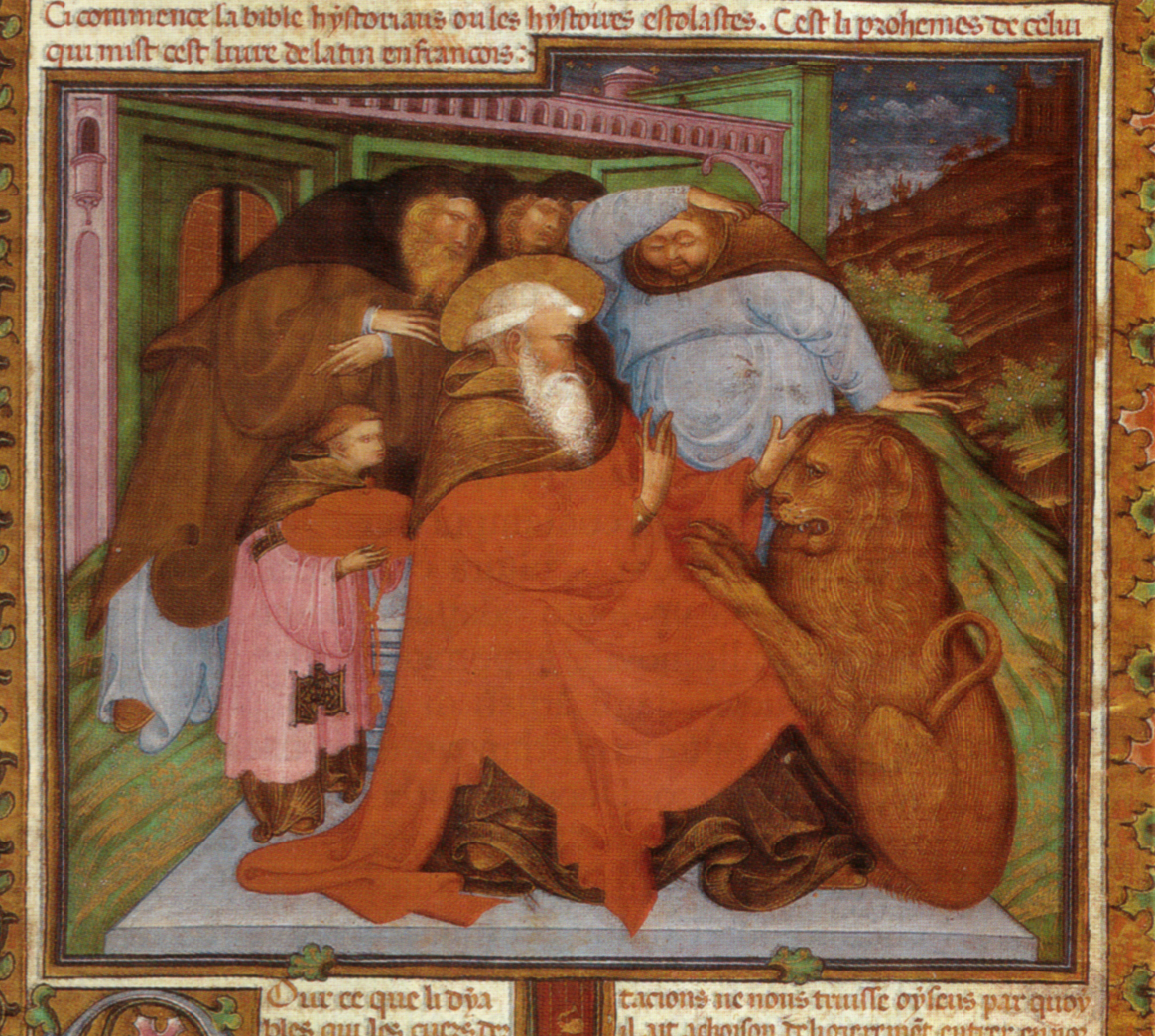
San Girolamo, da Bibbia di Niccolò d'Este (1431-34), Biblioteca Apostolica Vaticana

Belbello da Pavia (ou Luchino Belbello da Pavia) foi um miniaturista e pintor italiano, que trabalhou nos anos de 1430 e 1470.
Suas obras form realizadas nas oficinas da cidade de Pavia e foram encomendadas por cortes italianas e europeias da época entre elas a Casa de Visconti e Família Gonzaga.
Sofreu influências da corte lombarda e das obras de Giovannino de' Grassi e Michelino da Besozzo, além da miniatura francesa. 